# Paul von Osterroht
Paul Henning Aldabert Theodor von Osterroht (ur. 13 września 1887, zm. 23 kwietnia 1917) – as lotnictwa niemieckiego Luftstreitkräfte z 7 potwierdzonymi  zwycięstwami w I wojnie światowej, dowódca Jagdstaffel 12.
Był synem kapitana dragonów. Służbę rozpoczął w 1906 w 152 Pułku Piechoty w Malborku. 13 kwietnia 1912 został wysłany na szkolenie pilotażu w Gocie i 9 października uzyskał licencję pilota nr 305. Służył w BAO jako pilot. W 1916 został przeniesiony do jednostki bojowej Kasta 1. 6 października 1916 został mianowany pierwszym dowódcą nowo utworzonej eskadry myśliwskiej Jagdstaffel 12. Eskadrą dowodził do 23 kwietnia 1917, kiedy poniósł śmierć w walce w okolicy Cambrai.

## Odznaczenia
- Krzyż Żelazny I Klasy
- Krzyż Żelazny II Klasy